# Jean Schmit

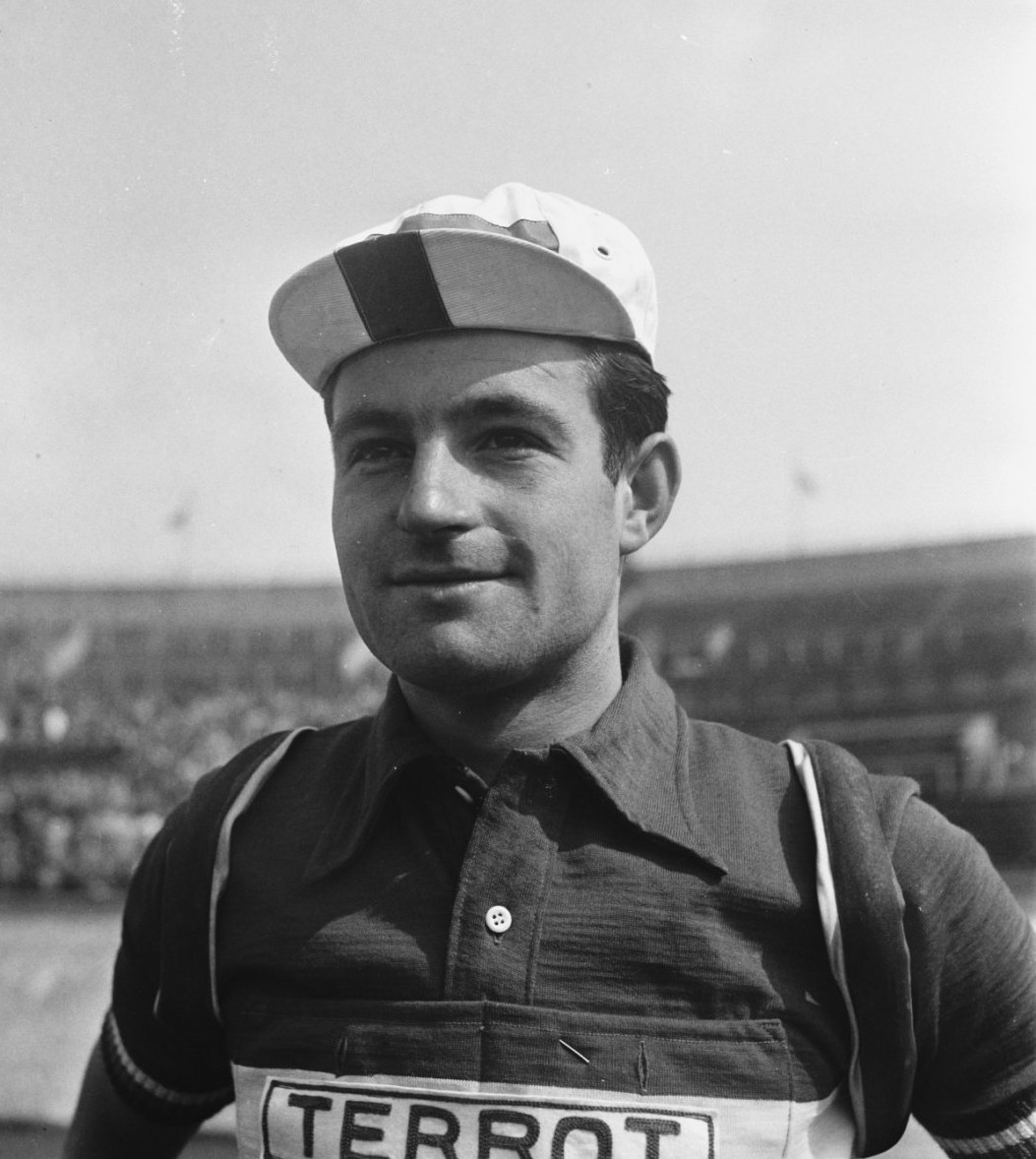
Jean Schmit (1954)

Jean Schmit (* 9. August 1931 in Düdelingen; † 28. Oktober 2010 in Esch-sur-Alzette) war ein luxemburgischer Radrennfahrer.

## Sportliche Laufbahn
Schmit (auch Jengy oder Jängy Schmit genannt) war Teilnehmer der Olympischen Sommerspiele 1952 in Helsinki. Beim Sieg von André Noyelle im olympischen Straßenrennen, schied jedoch vorzeitig aus dem Rennen aus. Die Mannschaft Luxemburgs kam in der Mannschaftswertung auf den 7. Platz.
Schmit begann 1947 im Verein CC Düdelingen mit dem Radsport, wechselte später zum CC Hollerich und zum UC Dippach. 1950 gewann er die 1. Etappe der Österreich-Rundfahrt nach langer Alleinfahrt, im Endklassement wurde er auf dem 11. Rang klassiert, 1952 wurde er Vierter der Rundfahrt.
1953 wurde er Profi im Radsportteam Terrot und fuhr drei Mal die Tour de France, 1953 wurde er 72. 1954 schied er aus und 1956 wurde er 36.
Seine größten sportlichen Erfolge hatte er im Querfeldeinrennen. In dieser Disziplin wurde er 1955 bis 1958 nationaler Meister, ebenso 1960, 1961, 1963 und 1965. Bei den UCI-Weltmeisterschaften im Querfeldeinrennen startete er mehrfach, sein bestes Resultat war beim Sieg von Renato Longo der 5. Platz 1959.

## Berufliches
Schmit war Angestellter im ARBED-Konzern, auch in seinen Profijahren. Dadurch fehlte ihm häufig die Zeit für ein intensiveres Training. Er entschied sich schließlich vorrangig Querfeldeinrennen zu bestreiten und so Sport und Beruf in Einklang zu bringen.